# How I Met Your Mother/Staffel 5
Die fünfte Staffel der amerikanischen Sitcom How I Met Your Mother war erstmals vom 21. September 2009 bis zum 24. Mai 2010 auf dem Sender CBS zu sehen. Die deutschsprachige Erstausstrahlung sendete der Free-TV-Sender ProSieben vom 12. Januar bis zum 23. Februar 2011.

## Darsteller
| Rollenname                    | Schauspieler        |
| ----------------------------- | ------------------- |
| Theodore „Ted“ Evelyn Mosby   | Josh Radnor         |
| Marshall Eriksen              | Jason Segel         |
| Robin Charles Scherbatsky Jr. | Cobie Smulders      |
| Barney Stinson                | Neil Patrick Harris |
| Lily Aldrin                   | Alyson Hannigan     |

## Episoden
| Nr. (ges.) | Nr. (St.) | Deutscher Titel                        | Originaltitel                      | Erstausstrahlung USA | Deutschsprachige Erstausstrahlung (D) | Regie               | Drehbuch                      |
| --- | --------- | -------------------------------------- | ---------------------------------- | -------------------- | ------------------------------------- | ------------------- | ----------------------------- |
| 89 | 1         | Zuckerbrot und Peitsche                | Definitions                        | 21. Sep. 2009        | 12. Jan. 2011                         | Pamela Fryman       | Carter Bays & Craig Thomas    |
| Robin und Barney sind nun schon den ganzen Sommer zusammen, doch leider wollen die beiden das nicht zugeben. Lily versucht den beiden zu erklären, dass man seine Beziehung definieren muss, und kurzerhand sperrt Lily die beiden eines Morgens im Schlafzimmer ein. Sie zwingt Robin und Barney, über ihre Beziehung zu reden. Währenddessen hält Ted seine erste Vorlesung an der Universität, wo er nun einen neuen Job als Professor hat. Mitten in seinem Vortrag merkt er, dass er im falschen Hörsaal ist. Schließlich behaupten Robin und Barney, miteinander geredet zu haben. Allerdings haben sie Lily angelogen und die beiden sagen, sie seien nun in einer festen Beziehung. Lily lässt die beiden raus, weiß aber, dass sie gelogen haben, meint aber, dass beide nicht wüssten, dass sie eigentlich die Wahrheit gesagt haben. |           |                                        |                                    |                      |                                       |                     |                               |
| 90 | 2         | Doppelgänger                           | Double Date                        | 28. Sep. 2009        | 12. Jan. 2011                         | Pamela Fryman       | Matt Kuhn                     |
| Ted hat ein Blind Date mit einer Frau und erst nach einiger Zeit bemerken beide, dass sie schon einmal ein ähnliches Date miteinander hatten. Sie decken die Macken des jeweils anderen auf, bis sie merken, dass das erste Date nicht schlecht war, sondern daran scheiterte, dass Ted sich nicht mehr gemeldet hat. Barney nimmt Marshall mit in einen Stripclub, wo beide eine Tänzerin entdecken, die Lilys Doppelgängerin ist. Lily ist begeistert, Robin aber böse, weil Barney im Club war. Ted und die Frau beschließen, beide auf jemanden zu warten, der die Macken des anderen mag. |           |                                        |                                    |                      |                                       |                     |                               |
| 91 | 3         | Der Robin-Grundkurs                    | Robin 101                          | 5. Okt. 2009         | 19. Jan. 2011                         | Pamela Fryman       | Carter Bays & Craig Thomas    |
| Robin hat den Verdacht, dass Barney sie betrügt, doch in Wahrheit nimmt er bei Ted einen Kurs, der ihm beibringt, wie Robin ist, sich verhält und wie man mit ihr umgehen muss. Als Robin das herausfindet, zeigt sich, dass auch Ted nicht alles über sie weiß. Marshall versucht ein Fass loszuwerden, das er seit Jahren besitzt. |           |                                        |                                    |                      |                                       |                     |                               |
| 92 | 4         | Der sexlose Gastgeber                  | The Sexless Innkeeper              | 12. Okt. 2009        | 19. Jan. 2011                         | Pamela Fryman       | Kourtney Kang                 |
| Lily und Marshall laden Robin und Barney zu einem Paarabend ein. Lily und Marshall sind von dem Abend begeistert, während die anderen beiden es schrecklich fanden, vor allem als Marshall über den Abend auch noch ein Lied schreibt. Daraufhin wollen Robin und Barney nichts mehr mit den beiden unternehmen. Ted wird von einer Frau als Übernachtungsgelegenheit ausgenutzt, weil er direkt über der Bar wohnt. Schließlich entschuldigen sich Robin und Barney bei Lily und Marshall. Ted lernt in der Bar eine Frau kennen, und seine Zeit als sexloser Gastgeber endet. |           |                                        |                                    |                      |                                       |                     |                               |
| 93 | 5         | Der Koffein-Trip                       | Duel Citizenship                   | 19. Okt. 2009        | 19. Jan. 2011                         | Pamela Fryman       | Chuck Tatham                  |
| Ted und Marshall wollen zu ihrer Lieblingspizzeria reisen, doch Lily schließt sich zu Teds Unmut an. Robin muss, um nicht ausgewiesen zu werden, Amerikanerin werden, was sie in eine tiefe Existenzkrise stürzt. Bei einem Zwischenstopp schläft Lily im Hotel ein, Ted und Marshall fahren einfach ohne sie weiter. Robin betrinkt sich und wacht in Kanada auf, wo Barney sie findet. Dort merkt sie, dass sie auch keine Kanadierin mehr ist, und entscheidet sich, beide Staatsbürgerschaften anzunehmen. Ted und Marshall kehren zu Lily zurück, die die ganze Zeit geschlafen und nichts gemerkt hat. |           |                                        |                                    |                      |                                       |                     |                               |
| 94 | 6         | Das perfekte Paar                      | Bagpipes                           | 2. Nov. 2009         | 19. Jan. 2011                         | Pamela Fryman       | Robia Rashid                  |
| Ted ist von seinen Nachbarn genervt, die sehr häufig und ungehemmt miteinander schlafen (gegenüber seinen Kindern ersetzt er es durch „Dudelsack spielen“). Als er sie darauf ansprechen will, bemerkt er, dass es sich um ein Seniorenpärchen handelt. Barney gibt Marshall den Rat, Lily zu widersprechen, wenn sie ihn bittet sein Geschirr sofort abzuspülen. Marshall ist von dessen Theorie überzeugt, scheitert aber bei der Durchführung kläglich und gerät darüber mit Lily in einen heftigen Streit. Barney und Robin scheinen derweil das perfekte Paar zu sein, was Ted verwundert. Mit Hilfe ihres Nachbarn findet er heraus, dass sich die beiden tatsächlich ständig streiten. Als sie es Marshall und Lily erzählen vertragen diese sich sofort wieder. |           |                                        |                                    |                      |                                       |                     |                               |
| 95 | 7         | Der Durchhänger                        | The Rough Patch                    | 9. Nov. 2009         | 26. Jan. 2011                         | Pamela Fryman       | Chris Harris                  |
| Barney überlässt Ted seine Porno-Sammlung. In dieser findet sich ein Video, in dem Barney Ted bittet, ihm zu helfen, falls er eine Beziehung führen sollte. Die Freunde merken außerdem, dass Robin und Barney sich beide gehen lassen und beschließen deshalb, sie auseinanderzubringen. Ihr Plan schlägt fehl; Barney und Robin erkennen aber von sich aus, dass sie sich trennen sollten und tun dies. |           |                                        |                                    |                      |                                       |                     |                               |
| 96 | 8         | Der Sporttaucher                       | The Playbook                       | 16. Nov. 2009        | 26. Jan. 2011                         | Pamela Fryman       | Carter Bays & Craig Thomas    |
| Barney zeigt seinen Freunden ein Buch, das alle Strategien enthält, mit denen man Frauen erfolgreich verführen kann. Als er durch eine Strategie namens Lorenzo von Matterhorn ein Date von Ted sabotiert, ist Lily davon so sehr schockiert, dass sie das Buch kurzerhand entwendet und droht es im Internet zu veröffentlichen. Allerdings fehlt die letzte Seite, womit er immer noch einen Trumpf in der Hand halten würde. Um es zurückzuerhalten, muss Barney, statt in einem Anzug in einer kompletten Taucherausrüstung, seinen Freunden und einer jungen Frau, die er als nächstes Ziel anvisiert hat, von seinen Erfahrungen mit dem Playbook berichten. Nachdem er Lily glauben gemacht hat, dass er eigentlich ein netter, verletzlicher Mensch sei, fordert sie die junge Frau auf, mit Barney eine Tasse Kaffee trinken zu gehen. Nachdem die beiden aus dem MacLaren’s verschwunden sind, bekommt Lily von Barney eine SMS, die ihr die Zornesröte ins Gesicht treibt. |           |                                        |                                    |                      |                                       |                     |                               |
| 97 | 9         | Klapsgiving 2 – Die Rache der Ohrfeige | Slapsgiving 2: Revenge of the Slap | 23. Nov. 2009        | 26. Jan. 2011                         | Pamela Fryman       | Jamie Rhonheimer              |
| Am Thanksgivingtag steht auf einmal Lilys Vater vor der Tür, doch Lily schlägt ihm die Tür vor der Nase zu, da sie den Kontakt zu ihrem Vater schon vor Jahren abgebrochen hat, da ihm das Erfinden von obskuren Brettspielen stets wichtiger war, als seine eigene Tochter. Allerdings fürchtet sie sich davor, dass ihr Vater irgendwann mal sterben sollte und sie immer noch nicht wieder miteinander sprechen. Barney dagegen fürchtet sich vor einer Ohrfeige von Marshall. Nachdem sich Lily und ihr Vater versöhnt haben, entbrennt zwischen Robin, Ted, Lily, ihrem Vater und Marshall ein freundschaftlicher Streit darüber, wer Barney nun die Ohrfeige verpassen darf. |           |                                        |                                    |                      |                                       |                     |                               |
| 98 | 10        | Das Fenster                            | The Window                         | 7. Dez. 2009         | 26. Jan. 2011                         | Pamela Fryman       | Joe Kelly                     |
| Eine alte Bekannte von Ted ist wieder Single und da sie dies immer nur für sehr kurze Zeit ist, möchte Ted seine Chance wahrnehmen, solange das „Fenster offen“ ist. Er überlässt die Frau der Obhut seiner Freunde, die aufpassen sollen, dass sie niemanden kennenlernt, solange Ted weg ist. Allerdings lernt sie doch jemanden kennen, und wie man sieht, wird sie sich von diesem Mann nie wieder trennen. |           |                                        |                                    |                      |                                       |                     |                               |
| 99 | 11        | Die letzte Zigarette                   | Last Cigarette Ever                | 14. Dez. 2009        | 2. Feb. 2011                          | Pamela Fryman       | Theresa Mulligan Rosenthal    |
| Teds Kinder sind schockiert als sie erfahren, dass ihr Vater einst geraucht hat. Doch nicht nur er, auch Robin, Lily, Barney und Marshall greifen hin und wieder zur Zigarette. Auf dem Dach von Teds und Robins Wohnung unterhalten sie sich unter anderem darüber, was sie mit ihrem jüngeren Selbst machen würden, wenn sie den Moment, an dem sie das Rauchen anfingen, selbst noch einmal besuchen könnten. Am Ende der Folge rauchen alle ihre „letzte“ Zigarette, wobei der alte Ted erwähnt, dass es trotz guter Vorsätze für keinen die wirklich letzte war. |           |                                        |                                    |                      |                                       |                     |                               |
| 100 | 12        | Anzug aus!                             | Girls Vs. Suits                    | 11. Jan. 2010        | 2. Feb. 2011                          | Pamela Fryman       | Carter Bays & Craig Thomas    |
| Barney lernt eine Barkeeperin kennen, die es ihm angetan hat. Doch sie kann Anzugträger auf den Tod nicht ausstehen. Schließlich stellt sie ihn vor die Wahl, sich zwischen ihr oder seinen Anzügen zu entscheiden. Ted lernt die Studentin Cindy kennen, mit der er ausgeht. Sie hat Komplexe wegen ihrer Mitbewohnerin, in die sich alle verlieben (wie sich zeigt, ist hier erstmals die Rede von Teds zukünftiger Ehefrau). Letzten Endes beendet sie die Beziehung zu Ted, weil dieser nur Dinge in ihrem Zimmer als Zeichen für eine gemeinsame Verbindung ansieht, die ihrer Mitbewohnerin gehören. Barney lügt die Barkeeperin an, er habe sich für sie entschieden und kann sie so verführen. |           |                                        |                                    |                      |                                       |                     |                               |
| 101 | 13        | Jenkins                                | Jenkins                            | 18. Jan. 2010        | 2. Feb. 2011                          | Neil Patrick Harris | Greg Malins                   |
| Bei der GNB wurde ein neuer Kollege namens Jenkins eingestellt, der stets für gute Laune sorgt. Marshall erzählt Lily stets begeistert von den neuen Aktionen Jenkins, der unter anderem ohne Hemd auf Tischen tanzt. Später diskutieren die beiden darüber, wer von beiden eifersüchtiger wäre, wenn der andere fremdflirten würde, wobei Lily Marshall unterstellt, dass sich für ihn keine heiße Frau interessieren würde. Schließlich erfährt sie, dass Jenkins, nicht wie angenommen, ein molliger älterer Mann ist, sondern eine junge, äußerst attraktive Frau, die auch noch ein Auge auf Marshall geworfen hat. Robin freut sich hingegen sehr darüber, dass ihre Sendung anscheinend immer bekannter wird, da sie immer wieder von Teds Studenten erkannt wird. Allerdings erfährt sie, dass man ihre Sendung nur schaut um sie in ein Trinkspiel einzubinden. Darüber ärgert sie sich so sehr, dass sie das Spiel sabotiert.                                               |           |                                        |                                    |                      |                                       |                     |                               |
| 102 | 14        | Die perfekte Woche                     | The Perfect Week                   | 1. Feb. 2010         | 2. Feb. 2011                          | Pamela Fryman       | Craig Gerard & Matthew Zinman |
| Barney hat Angst entlassen zu werden. Er lenkt sich mit dem Versuch ab die perfekte Woche zu erreichen, in der er jeden Abend ohne Abfuhr eine Frau ins Bett bekommt. Ted macht sich aus Versehen über den Namen einer Studentin lustig. Die Freunde entdecken, dass Lily und Marshall sich eine Zahnbürste teilen, die auch Ted benutzte und zeitweise auch noch von Robin benutzt wurde. Barney erreicht die perfekte Woche und wird nicht entlassen. |           |                                        |                                    |                      |                                       |                     |                               |
| 103 | 15        | Ente oder Kaninchen                    | Rabbit or Duck                     | 8. Feb. 2010         | 9. Feb. 2011                          | Pamela Fryman       | Carter Bays & Craig Thomas    |
| Barney zeigt auf dem Superbowl seine Handynummer, woraufhin er von so vielen Frauen angerufen wird, dass er sich nicht mehr entscheiden kann. Ted beschließt, dass Lily und Marshall für ihn eine Ehe arrangieren sollen. Robins Co-Moderator Don lädt sie zum Valentinstag ein. Ted klaut Barney sein Handy und entscheidet sich gegen die von Marshall und Lily ausgewählte Frau. Lily beendet alles, indem sie das Handy zerstört. Robin mag Don nicht, doch als er sich entschuldigt und sich bei der Arbeit professioneller verhält, merkt sie, dass sie ihn doch mag. |           |                                        |                                    |                      |                                       |                     |                               |
| 104 | 16        | Am Haken                               | Hooked                             | 1. März 2010         | 9. Feb. 2011                          | Pamela Fryman       | Kourtney Kang                 |
| Ted hängt „am Haken“ einer Frau, die ihn nur hinhält und ausnutzt. Wie sich zeigt, hat Ted auch eine Frau am Haken. Barney hat sich ein Minischwein besorgt, um Frauen zu ködern. Lily schafft es nicht, ihrem Ex-Freund Scooter zu sagen, dass niemals etwas aus ihnen wird und übt an dem Babyschwein gemein zu sein. Als sie dann Scooter die Wahrheit sagt, hat wiederum Marshall Mitleid. Ted erkennt, dass er am Haken hängt und sagt sich von der Frau los. Zudem sagt er der Frau, die er hinhält, dass sie keine Zukunft haben. |           |                                        |                                    |                      |                                       |                     |                               |
| 105 | 17        | Sag einfach nein                       | Of Course                          | 8. März 2010         | 9. Feb. 2011                          | Pamela Fryman       | Matt Kuhn                     |
| Barney lernt eine Frau kennen, die Autorin eines Buches ist und die Meinung vertritt, dass keine Frau vor dem 17. Date mit einem Mann schlafen sollte. Barney nimmt sich vor ihre Vorsätze zu brechen. Wie sich zeigt wurde die Frau von Robin auf Barney angesetzt, da sie dessen Verhalten seit ihrer Trennung nicht ertragen kann. Barney sieht schließlich ein, dass er sich falsch verhalten hat, entschuldigt sich bei Robin und überlässt ihr und Don das Super-Date, das er geplant hatte um die Frau nach einem Abend ins Bett zu kriegen. Zudem verspricht er Robin, nicht mit der Frau zu schlafen, was diese dazu bringt, Barney immer verlockendere Angebote zu machen. Er gibt trotzdem nicht nach. |           |                                        |                                    |                      |                                       |                     |                               |
| 106 | 18        | Bitte lächeln!                         | Say Cheese                         | 22. März 2010        | 9. Feb. 2011                          | Pamela Fryman       | Robia Rashid                  |
| Lily hat Geburtstag und ist verärgert, dass Ted eine Verabredung mit auf die Feier bringt, weil auf allen Erinnerungsfotos der Freunde irgendwelche Frauen Teds mit drauf sind, die keiner mehr kennt. Barney dagegen sieht, wie Robin bemerkt, auf jedem Foto gleich aus, woraufhin sie versucht, ein peinliches Foto von ihm zu machen. Lily erinnert sich, dass das erste Foto von Ted, Marshall und ihr nur entstanden ist, weil Ted optimistisch war, dass sie und Marshall zusammenbleiben würden und sie mit auf dem Foto haben wollte. Deshalb entschuldigt sie sich bei Ted. Ein Jahr später gelingt es Robin, ein Foto zu machen, auf dem Barney schlecht aussieht. |           |                                        |                                    |                      |                                       |                     |                               |
| 107 | 19        | Zum Affen gemacht                      | Zoo or False                       | 12. Apr. 2010        | 16. Feb. 2011                         | Pamela Fryman       | Stephen Lloyd                 |
| Marshalls Brieftasche ist weg. Zuerst behauptet er, im Zoo ausgeraubt worden zu sein. Als Lily sich daraufhin aus Angst eine Waffe besorgen möchte, lenkt Marshall ein, er wäre nicht überfallen worden – ein Affe aus dem Zoo habe seine Brieftasche geklaut. Als er dafür ausgelacht wird, behauptet er wiederum, ausgeraubt worden zu sein. Bis zum Ende wird nicht klar, welche der beiden Geschichten wahr ist. |           |                                        |                                    |                      |                                       |                     |                               |
| 108 | 20        | Heimvorteil                            | Home Wreckers                      | 19. Apr. 2010        | 16. Feb. 2011                         | Pamela Fryman       | Chris Harris                  |
| Teds Mutter heiratet ein zweites Mal. Ted stürzt dies in eine Krise, weil er in seinem Leben nicht vorankommt und kauft unüberlegt ein Haus. Dieses ist alt und marode, aber ein Blick in die Zukunft zeigt, dass das Haus jenes ist, in dem die Rahmenhandlung im Jahr 2030 spielt. Barney war auf der Hochzeit von Teds Mutter so gerührt, dass er weinen musste, behauptet aber, dass Robin geweint habe, bis diese genug hat und die Wahrheit sagt. |           |                                        |                                    |                      |                                       |                     |                               |
| 109 | 21        | Wie man sich bettet                    | Twin Beds                          | 3. Mai 2010          | 16. Feb. 2011                         | Pamela Fryman       | Theresa Mulligan Rosenthal    |
| Don lernt Robins Freunde kennen und kann nicht verstehen, dass sie mit zwei ihrer Ex-Freunde befreundet ist. Lily und Marshall schaffen sich Einzelbetten an, da sie darin besser schlafen können. Als Barney Robin mit Don sieht, glaubt er, dass er Robin zurück will, woraufhin auch Ted Robin wieder haben will. Ted und Barney betrinken sich zusammen, prügeln sich und stehen schließlich gemeinsam vor Robins Haus, um sie zurückzugewinnen. Robin beschließt bei Don einzuziehen und sich für ihn von der Gruppe zu distanzieren. Lily und Marshall merken, dass ein gemeinsames Bett doch besser ist. Ohne sich zu verabschieden, zieht Robin bei Ted aus und lässt das blaue Horn zurück. |           |                                        |                                    |                      |                                       |                     |                               |
| 110 | 22        | Roboter gegen Wrestler                 | Robots Vs. Wrestlers               | 10. Mai 2010         | 16. Feb. 2011                         | Rob Greenberg       | Jamie Rhonheimer              |
| Barney hat Karten für „Roboter gegen Wrestler“, doch Robin möchte weiter Distanz halten und sagt ab. Ted stört es, dass seine Freunde sich über ihn lustig machen, sobald er über ernstere Themen spricht. Umso mehr begeistert es ihn, als die Freunde zufällig auf einer Party landen, auf der sich Leute befinden, die seine Interessen teilen und die er bewundert. Deshalb kommt er nicht mit zu „Roboter gegen Wrestler“. Barney hat Angst, dass die Gruppe auseinanderbricht. Einer der Wrestler ist der Doppelgänger von Ted, was die Gruppe wieder zusammenbringt. |           |                                        |                                    |                      |                                       |                     |                               |
| 111 | 23        | Ballast-Stoff                          | The Wedding Bride                  | 17. Mai 2010         | 23. Feb. 2011                         | Pamela Fryman       | Stephen Lloyd                 |
| Der Mann von Teds Ex-Verlobter Stella hat ein Drehbuch über ihre Dreiecksgeschichte geschrieben, das verfilmt wurde. In dem Film wird Ted als dumm und arrogant dargestellt. Dies stört Ted immer mehr, als der Film zunehmend erfolgreicher wird und sogar seine neue Freundin ihn liebt. Schließlich gesteht er ihr, dass die Figur „Jed Mosley“ ihm nachempfunden ist. Seine Freundin findet das nicht schlimm und gesteht ihrerseits, dass auch sie vor dem Altar verlassen wurde – dreimal. Seitdem teilt sie sich ein Bett mit ihrem Bruder. Daraufhin will Ted sich nicht mehr mit ihr treffen. |           |                                        |                                    |                      |                                       |                     |                               |
| 112 | 24        | Die Weisheit des Universums            | Doppelgangers                      | 24. Mai 2010         | 23. Feb. 2011                         | Pamela Fryman       | Carter Bays & Craig Thomas    |
| Lily und Marshall, die beschlossen haben, erst ein Kind zu bekommen, wenn sie den letzten Doppelgänger sehen, glauben ihn in einem Taxifahrer gefunden zu haben. Es zeigt sich, dass es aber nicht Barneys Doppelgänger, sondern Barney selbst ist, der verkleidet versucht Frauen aufzureißen. Zudem scheint Lily noch nicht bereit für ein Kind. Robin bekommt einen Job in einer anderen Stadt angeboten, lehnt wegen Don aber ab. Daraufhin erhält Don dieses Angebot, nimmt es aber im Gegensatz zu Robin an und verlässt sie. Lily sieht einen Mann, der nur für sie wie Barneys Doppelgänger aussieht, was die anderen als Zeichen deuten, dass sie nun bereit ist und sie und Marshall beschließen ein Kind zu bekommen. |           |                                        |                                    |                      |                                       |                     |                               |